# 漳陰県
漳陰県（じょういん-けん）は中華人民共和国河北省にかつて存在した県。現在の邯鄲市大名県北西部に相当する。
581年（開皇元年）、隋朝により設置されたが間もなく廃止された。唐朝が成立すると621年（武徳4年）に再設置されたが、627年（貞観元年）に廃止された。